# 1871 w muzyce
Wydarzenia muzyczne w 1871 roku.

## Wydarzenia
- 6 stycznia – w Wiedniu odbyła się premiera pieśni „Botschaft” op. 47/1 Johannesa Brahmsa[1]
- 2 lutego – w Lipsku odbyła się premiera pieśni „Muss es eine Trennung geben” op. 33/12 Johannesa Brahmsa[1]
- 7 lutego – w wiedeńskiej Sophiensaal miała miejsce premiera „Shawl-Polka française” op. 343 Johanna Straussa (syna)[1]
- 10 lutego – w wiedeńskim Theater an der Wien miała miejsce premiera operetki „Indigo und die vierzig Räuber” Johanna Straussa (syna)[1]
- 14 lutego – w wiedeńskiej Redoutensaal miała miejsce premiera polki „Auf freiem Fuße” op. 345 Johanna Straussa (syna)[1]
- 5 marca – w wiedeńskiej Musikvereinsaal miała miejsce premiera „Indigo-Quadrille” op. 344 Johanna Straussa (syna)[1]
- 8 marca
  - w wiedeńskiej Musikvereinsaal miała miejsce premiera „Fantasia in c minor” D.48 Franza Schuberta[1]
  - w Londynie odbyła się premiera „There Is a Green Hill Far Away” Charles’a Gounoda[1]
- 12 marca – w wiedeńskiej Musikvereinsaal miała miejsce premiera „Ruhe, schönstes Glück der Erde” D.657 Franza Schuberta oraz walca „Tausend und eine Nacht” op. 346 Johanna Straussa (syna)[1]
- 24 marca – w Warszawie odbyła się premiera Marsza z muzyki do tragedii „Hamlet” Stanisława Moniuszki[1]
- 29 marca – w Budapeszcie odbyła się premiera „Die Allmacht von Franz Schubert” Ferenca Liszta[1]
- 9 kwietnia – w wiedeńskiej Musikvereinsaal miała miejsce premiera „Indigo-Marsch” op. 349 Johanna Straussa (syna)[1]
- 14 kwietnia – w Berlinie odbyła się prywatna premiera „Kaisermarsch” WWV 104 Richarda Wagnera[1]
- 23 kwietnia – w Lipsku w Stadttheater miała miejsce publiczna premiera „Kaisermarsch” WWV 104 Richarda Wagnera[1]
- 19 maja – w wiedeńskim Volksgarten miejsce premiera polki „Im Sturmschritt” op. 348 Johanna Straussa (syna)[1]
- 2 czerwca – w wiedeńskim Volksgarten miejsce premiera polki „Aus der Heimath” op. 347 Johanna Straussa (syna)[1]
- 16 czerwca – w wiedeńskim Volksgarten miejsce premiera polek „Lust’ger Rath” op. 350 i „Die Bajadere” op. 351 Johanna Straussa (syna)[1]
- 15 września – w wiedeńskim Volksgarten miejsce premiera „Fest-Polonaise” op. 352 Johanna Straussa (syna)[1]
- 18 października – w Karlsruhe odbyła się premiera „Schicksalslied” op. 54 Johannesa Brahmsa[1][2]
- 24 października – w Lipsku odbyła się premiera pieśni „An ein Veilchen” op. 49/2 Johannesa Brahmsa[1]
- 25 listopada – w Paryżu odbyła się premiera „Trio de salon” op. 1/2 Césara Francka[1]
- 26 listopada – w paryskim Théâtre du Châtelet miała miejsce premiera „Scènes hongroises” Jules’a Masseneta[1]
- 3 grudnia – w Wiedniu odbyła się premiera „Volkslied” op. 7/4 Johannesa Brahmsa[1]
- 7 grudnia – w paryskiej Salle Érard miała miejsce premiera „Le Rouet d’Omphale” op. 31 wersji na dwa fortepiany Camille Saint-Saënsa[1]
- 10 grudnia – w Paryżu odbyła się premiera „Marche héroïque” op. 34 Camille Saint-Saënsa[1]
- 14 grudnia – w paryskim Théâtre des Bouffes-Parisiens miała miejsce premiera opery Boule de neige Jacques’a Offenbacha[1]
- 23 grudnia – w Paryżu odbyła się premiera „Ma vie a son secret” oraz „Variations chromatiques” Georges’a Bizeta[1]
- 24 grudnia – w Cairo Opera House miała miejsce premiera opery Aida Giuseppe Verdiego[1][3]
- 26 grudnia – w londyńskim Gaiety Theatre miała miejsce premiera operetki Thespis, or The Gods Grown Old Arthura Sullivana[1]

## Urodzili się
- 3 stycznia – Daniel Alomía Robles, peruwiański kompozytor, muzykolog (zm. 1942)
- 5 stycznia – Frederick Converse, amerykański kompozytor muzyki klasycznej (zm. 1940)
- 22 stycznia – Leon Jessel, niemiecki kompozytor, autor operetek (zm. 1942)
- 7 lutego – Wilhelm Stenhammar, szwedzki pianista, kompozytor i dyrygent (zm. 1927)
- 17 lutego – Ludwik Urstein, polski pianista, akompaniator, kameralista i pedagog (zm. 1939)
- 23 lutego – Zygmunt Moczyński, polski pedagog muzyczny, kompozytor, dyrygent (zm. 1940)
- 14 marca – Olive Fremstad, amerykańska śpiewaczka pochodzenia szwedzkiego (sopran) (zm. 1951)
- 17 marca – Giuseppe Borgatti, włoski śpiewak operowy (tenor) (zm. 1950)
- 25 marca – Hermann Abert, niemiecki muzykolog i filolog klasyczny (zm. 1927)
- 28 marca – Willem Mengelberg, holenderski dyrygent (zm. 1951)
- 1 kwietnia – Béla Jenbach, austriacki aktor i librecista pochodzenia węgierskiego (zm. 1943)
- 14 kwietnia – Antonio Paoli, portorykański śpiewak operowy (tenor) (zm. 1946)
- 21 kwietnia – Leo Blech, niemiecki kompozytor i dyrygent (zm. 1958)
- 30 kwietnia – Louise Homer, amerykańska śpiewaczka operowa (alt) (zm. 1947)
- 20 maja – Eugenio Giraldoni, włoski śpiewak operowy (baryton) (zm. 1924)
- 23 maja – Sigurd Lie, norweski kompozytor (zm. 1904)
- 29 czerwca – Luisa Tetrazzini, włoska śpiewaczka operowa (sopran) (zm. 1940)
- 17 lipca – Fiłaret Kołessa, ukraiński etnograf, folklorysta, kompozytor, historyk muzyki i literatury (zm. 1947)
- 22 lipca – Ákos Buttykay, węgierski kompozytor i pianista (zm. 1935)
- 1 sierpnia – Oskar Fried, niemiecki dyrygent i kompozytor (zm. 1941)
- 16 sierpnia – Zakaria Paliaszwili, gruziński kompozytor operowy, twórca stylu narodowego (zm. 1933)
- 30 września – Ruben Liljefors, szwedzki kompozytor i dyrygent (zm. 1936)
- 14 października – Alexander von Zemlinsky, austriacki kompozytor i dyrygent (zm. 1942)
- 16 października – Adolphe Biarent, belgijski kompozytor, dyrygent, wiolonczelista i pedagog muzyczny (zm. 1916)
- 20 października – Aleksandr Spendiarian, ormiański kompozytor (zm. 1928)
- 23 października – Włodzimierz Malawski, polski aktor i reżyser teatralny, solista operowy i operetkowy (tenor) (zm. 1939)
- 18 listopada – Amadeu Vives i Roig, hiszpański kompozytor (zm. 1932)
- 21 listopada – Panajot Pipkow, bułgarski kompozytor i dyrygent (zm. 1942)
- 23 listopada – Uładzimir Terauski, białoruski dyrygent, kompozytor, folklorysta, nauczyciel, pracownik cerkwi prawosławnej, autor melodii hymnu Białoruskiej Republiki Ludowej (zm. 1938)
- 20 grudnia – Henry Kimball Hadley, amerykański kompozytor i dyrygent (zm. 1937)
- 29 grudnia – Kazimierz Barwicki, polski dyrygent chóralny, wydawca muzyczny i działacz ruchu śpiewaczego (zm. 1931)

## Zmarli
- 6 stycznia – Jan Hornziel, polski skrzypek i pedagog muzyczny (ur. 1812)
- 1 lutego – Aleksandr Sierow, rosyjski kompozytor (ur. 1820)
- 26 marca – François Fétis, belgijski kompozytor, organista, muzykolog i krytyk muzyczny (ur. 1784)
- 27 kwietnia – Sigismund Thalberg, austriacki pianista i kompozytor (ur. 1812)
- 13 maja – Daniel Auber, francuski kompozytor (ur. 1782)
- 26 maja – Aimé Maillart, francuski kompozytor operowy (ur. 1817)
- 29 czerwca – Kazimierz Lubomirski, polski kompozytor, autor wielu popularnych pieśni (ur. 1813)
- 17 lipca – Karol Tausig, polski pianista wirtuoz, kompozytor i pedagog pochodzenia czeskiego (ur. 1841)
- 20 lipca – François Delsarte, francuski muzyk i pedagog muzyczny (ur. 1811)
- 5 września – Kazimierz Łada, polski skrzypek i kompozytor (ur. 1824)
- 23 grudnia – Józef Jarecki, polski kompozytor, organista, pedagog muzyczny (ur. 1818)